# Spoorlijn Essen Nord - Essen-Stoppenberg
De spoorlijn Essen Nord - Essen-Stoppenberg was een Duitse spoorlijn en was als spoorlijn 2171 onder beheer van DB Netze.

## Geschiedenis
Het traject werd door de Deutsche Reichsbahn geopend op 31 december 1932. Thans is de lijn in gebruik als industrieaansluiting.

## Aansluitingen
In de volgende plaatsen is of was er een aansluiting op de volgende spoorlijnen:
Essen Nord
DB 2170, spoorlijn tussen Essen-Altenessen en Essen Nord
DB 2177, spoorlijn tussen Bergeborbeck en Essen Nord
DB 2505, spoorlijn tussen Krefeld en Bochum
Essen-Stoppenberg
DB 2172, spoorlijn tussen Essen en Gelsenkirchen Zoo
DB 2173, spoorlijn tussen Essen-Stoppenberg en Essen-Altenessen